# Travix International

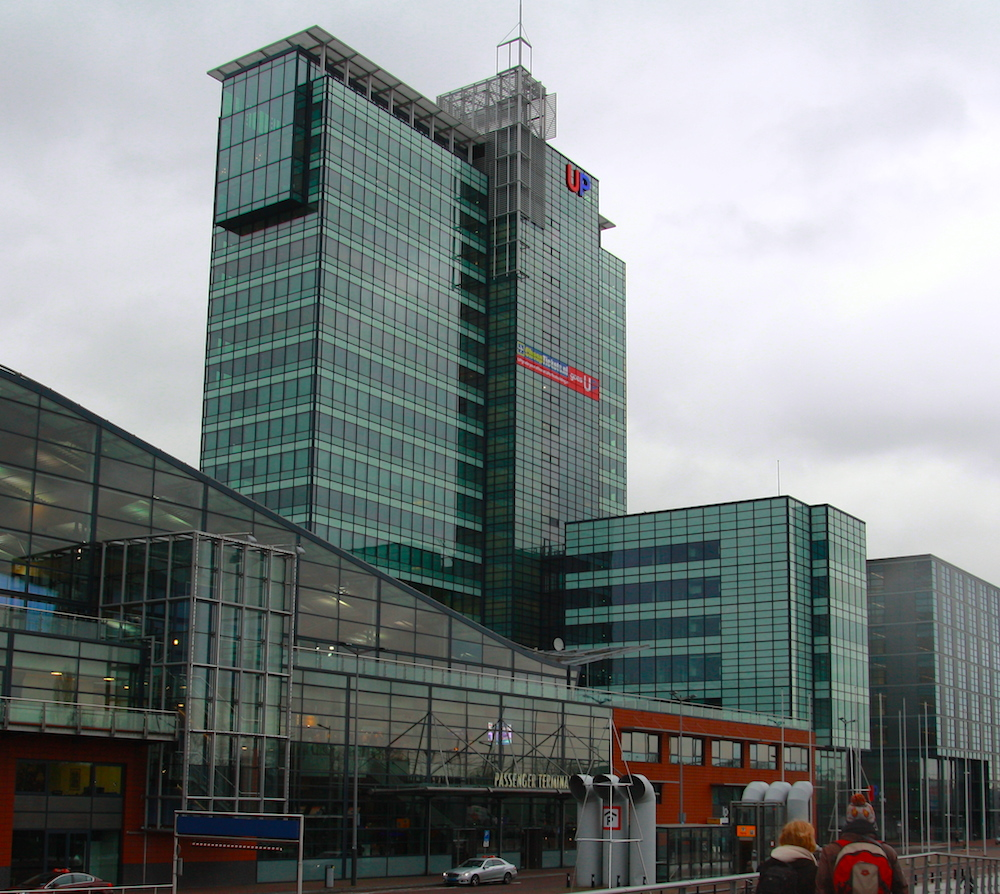
Kantoorgebouw te Amsterdam waarin Travix is gevestigd

Travix International B.V. is een Online Travel Agent (OTA) die onder andere online vliegtickets verkoopt. Het bedrijf maakt deel uit van Trip.com Group, een groot online reisagentschap gevestigd in Shanghai. Travix beheert vijf merken in 39 landen: CheapTickets, BudgetAir, Vayama, Vliegwinkel en Flugladen. De onderneming ontstond door een fusie van CheapTickets (Beins Travel Group B.V.), Vliegwinkel, Flugladen, BudgetAir (Airtrade) en Vayama. Het bedrijf is aangesloten bij SGR, ANVR, IATA. Naast het hoofdkantoor in Amsterdam, heeft Travix kantoren in Nederland, Verenigd Koninkrijk, Duitsland, India, Curaçao, Verenigde Staten, Singapore en Australië. 

## Geschiedenis
Travix ontstond in 2011 door een fusie van CheapTickets (Beins Travel), Vliegwinkel, Flugladen, BudgetAir (Airtrade) en Vayama. Vliegwinkel, in 1989 opgestart door Wim Butte en Andre Hesselink (Airtrade Holland) in Haarlem, is het oudste onderdeel van het bedrijf. De eerste vestiging van Vliegwinkel, een reisbureau gespecialiseerd in de verkoop van lijndienstvliegtickets, werd in 1989 geopend in Haarlem. In 1999 werd de online verkoop van vliegtickets gestart. Het was de eerste online aanbieder van vliegtickets van lijndienstmaatschappijen en lowcostmaatschappijen in Nederland. Sinds 2011 zijn alle vestigingen gesloten en verkoopt vliegwinkel.nl haar vliegtickets alleen nog via de website.
Beins Travel Group B.V. begon al in 1996 te experimenteren met vergelijkingsmogelijkheden via internet, dat toen net opkwam. In de Verenigde Staten was het online boeken enorm aan het groeien. Met daar opgedane kennis werkte Beins aan de ontwikkeling van een engine om vliegtickets van verschillende luchtvaartmaatschappijen op één website naast elkaar te kunnen aanbieden. Die site, CheapTickets.nl, verscheen ook in 2001.
Het gebruik van internet was nog gering, de markt klein en het overzicht van alle vluchten was destijds nog lang niet compleet, maar in 2001 konden reizigers in Nederland voor het eerst online vliegtarieven vergelijken en direct een ticket boeken.
In januari 2020 werd Travix International gekocht door Trip.com Group.

## Activiteiten
Op de websites CheapTickets, Vliegwinkel, BudgetAir, Flugladen en Vayama kunnen consumenten prijzen vergelijken van vliegtickets van lijndienst- en lowcostluchtvaartmaatschappijen. Daarnaast biedt Travix via deze sites de mogelijkheid om hotels, huurauto’s, verzekeringen en andere reisgerelateerde producten en diensten te boeken.

## Hack
In oktober 2011 werd de website CheapTickets gehackt, waarmee de hacker klantgegevens van 700.000 klanten in handen kreeg. De hacker kon zich toegang verschaffen tot deze gegevens doordat deze op een onvoldoende beveiligde testomgeving stonden. Het betrof verouderde informatie en er waren geen bankgegevens aanwezig. Er werd geen misbruik gemaakt van de gegevens en de hacker stelde het bedrijf op de hoogte van zijn bevindingen. Hierop werd de betreffende server offline gehaald.